# Абіссінський колодязь

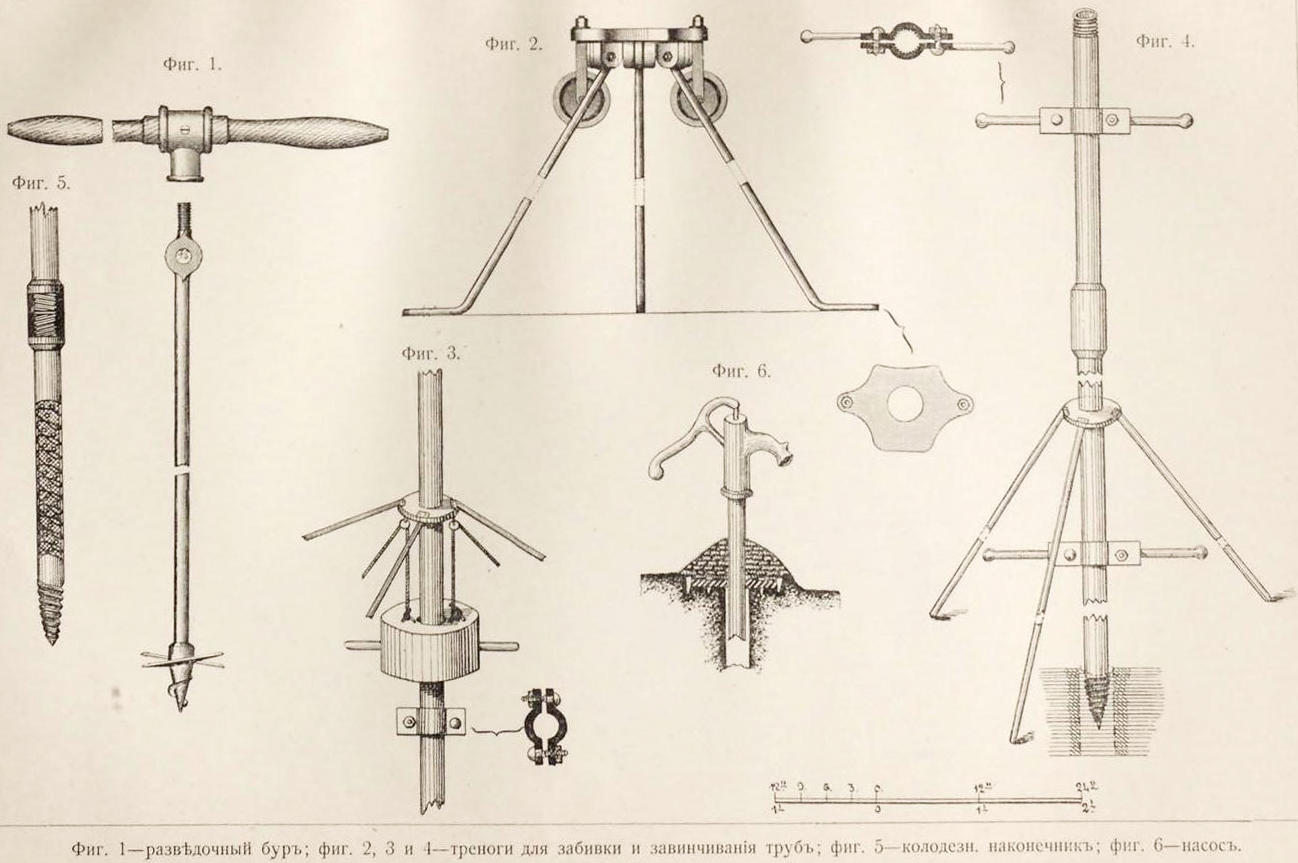
Ілюстрація до статті «Абиссинские колодцы»
(«Військова енциклопедія Ситіна»)

Абіссі́нський колодязь — трубчастий колодязь з насосом, призначений для підйому невеликих обсягів ґрунтових вод з глибини 5-7 м. Свою назву абіссінські колодязі отримали через те, що широко використовувались англійцями під час Абіссінської експедиції 1868 р.
Складається з металевих труб діаметром 32-75 мм, з'єднаних між собою зазвичай за допомогою муфт. Унизу труби закінчуються конусом або буром, а над поверхнею землі ручним колонковим насосом. Над вістрям чи буравом розташований фільтр — труба з отворами, обтягнута металевою сіткою чи обкручена дротом. Труби вбивають ручною бабою чи копром, або угвинчують, користуючись важелем-воротком. При вбиванні верхній кінець утримується в дерев'яній рамі. Фільтр треба заглиблювати у водоносні шари на таку глибину, щоб при найнижчому сезонному рівні ґрунтових вод його верхня частина не засмоктувала повітря.
Недоліком абіссінського колодязя є те, що він не може підіймати воду з глибини, що перевершує 9 м.